# Andreas Burnier
Catharina Irma Dessaur, més coneguda pel nom de ploma Andreas Burnier (La Haia, 3 de juliol de 1931 - Amsterdam, 18 de setembre de 2002) fou una escriptora i criminalista neerlandesa. Burnier va publicar poesia, conferències, llibres, i articles, molts d'ells sobre homosexualitat, per emfatitzar els problemes de les dones en una societat dominada pels homes.

## Primers anys
Burnier va néixer a la Haia de pares jueus Salomon Dessaur i Rosa Louisa Jacobs. Igual que molts altres nens jueus a Europa, va haver d'ocultar-se durant la Segona Guerra Mundial, i va estar separada dels seus pares durant tres anys (1942–1945), amagant-se en setze ubicacions diferents sota l'àlies de «Ronnie Van Dijk». Durant aquest temps en clandestinitat, Burnier va ser conscient de la manca de drets que sofreixen les dones en una societat dominada pels homes i va començar a sentir com si fos un noi atrapat en el cos d'una noia.

## Educació
Després de la guerra, Burnier va estudiar medicina i filosofia a Amsterdam; encara que mai va acabar els seus estudis. El 1961, va començar estudiar filosofia en Leiden en el sud d'Holanda i més tard es va graduar Cum laude. En la post-graduació va rebre el seu doctorat en criminologia.

## Criminologia
Entre 1973 i 1988, Burnier va exercir com a professora de criminologia a la Universitat de Nijmegen. Amb anterioritat havia treballat al Ministeri de CRM i l'Institut de Dret Penal i Criminologia en Leiden.

## Debut literari
Burnier va debutar en la revista literària Tirade amb la seva història "Verschrikkingen van het Noorden" A més d'assumir un nou nom com a escriptor, Burnier també va assumir el sexe oposat. El 1965, va publicar la seva primera novel·la Een tevreden lach. En ella va escriure sobre la seva homosexualitat, un tema que no havia estat abordat anteriorment en la literatura holandesa. Aquesta novel·la va ser ben rebuda per crítics que van elogiar els seus elements estructurals originals. Va seguir a aquest treball una col·lecció de contes titulada De verschrikkingen van het noorden el 1967 i una novel·la Het jongensuur el 1969, que complementa aquest treball amb una sèrie de poesia, crítiques i articles.

## Feminisme i activisme
Burnier va ser també una pionera durant la segona ona feminista, sovint escrivint sobre la desgràcia innata de tenir un cos femení. Molts dels seus treballs estan destinades per animar a les dones a prendre el seu lloc en la societat i lluita pels seus drets. Va veure el feminisme com una força positiva per refer la civilització. Va ser una defensora dels drets dels homosexuals i s'oposava a l'avortament i a l'eutanàsia.

## Vida personal
El 1953, Burnier es va casar amb Johannes Emanuel Zeijlmans van Emmichoven i va tenir dos fills amb ell.Aproximadament vuit anys més tard, el 1961, Burnier i Zeijlmans es van divorciar. Durant el temps que Burnier aconseguia el seu doctorat va conèixer la seva primera parella romàntica femenina; van estar juntes durant 17 anys. A partir de 1983, va tenir una relació amb Ineke van Mourik. Burnier va morir a Amsterdam a l'edat de 71.

## Treballs
Els seus treballs inclouen:
- Een tevreden lach, 1965
- De verschrikkingen van het noorden, 1967
- Het jongensuur, 1969
- De huilende libertijn, 1970
- De verschrikkingen van het noorden 1974
- Poëzie: jongens en het gezelschap van geleerde vrouwen, 1974
- De reis naar Kithira, 1976
- De zwembadmentaliteit, 1979
- Na de laatste keer, 1981
- De droom der rede, 1982
- De litteraire salon, 1983
- De trein naar Tarascon, 1986
- Gesprekken in de nacht, 1987
- Mystiek en magie in de litteratuu, 1988
- De achtste scheppingsdag, 1990
- Een wereld van verschil, 1994
- Gustav Meyrink: bewoner van twee werelden, 1996
- Manoeuvres, 1996
- De wereld is van glas, 1997
- Joods lezen, 1997
- Een gevaar dat de ziel in wil, 2003
- Na de laatste keer, 2004

## Biografia
- Elisabeth Lockhorn: Andreas Burnier, metselaar van de wereld. Amsterdam & Antwerpen, Uitgeverij Augustus/Atles Contact, 2015. ISBN 978-90-450-2864-4